# WK kandidatentoernooi dammen 1995/96
Het WK kandidatentoernooi dammen 1995/96 (ook wel Grandmasters '95 genoemd) werd op diverse locaties van mei 1995 t/m januari 1996 in de vorm van matches volgens het knock-outsysteem gespeeld om uit te maken wie wereldkampioen Guntis Valneris mocht uitdagen voor een match om de wereldtitel. 

## Eerste ronde
Het toernooi begon op 29 mei 1995 op Vlieland met 4 matches. Winnaars daarvan waren Bassirou Ba (door een 7-5-overwinning op Rob Clerc), Anatoli Gantvarg (na 6 remises met regulier tempo, 6 remises met versneld tempo en een gewonnen loting tegen Ton Sijbrands), Alexander Baljakin (na 6 remises en een overwinning in de 6e partij met versneld tempo op Harm Wiersma) en Aleksandr Schwarzman (met een 9 - 3 overwinning op Macodou N'Diaye). 

## Tweede ronde
De tweede ronde werd gespeeld in augustus 1995 in twee matches van elk 12 partijen met 1 partij per speeldag. De eerste 6 partijen werden gespeeld in Minsk van 3 t/m 9 augustus (met een rustdag op 6 augustus). De laatste 6 partijen werden gespeeld in Franeker van 12 t/m 17 augustus. Baljakin schakelde in die matches Ba uit met 14 - 10 (door overwinningen in de derde en zevende partij en remises in de overige partijen) en Schwarzman schakelde Gantvarg uit met 15 - 9 (door overwinningen in de vijfde, negende en tiende partij en remises in de overige partijen). 

## Derde ronde
De derde ronde begon op 10 oktober 1995 en werd gespeeld in vier sets van 3 partijen, de eerste twee sets in Jakoetsk (van 10 t/m 17 oktober) en de laatste twee sets in Nijmegen (van 1 t/m 10 november). Baljakin won de eerste en derde set met 4 - 2 en de vierde set in de barrage met versneld tempo. Schwarzman won de tweede set in de barrage met versneld tempo. Baljakin schakelde Schwarzman dus uit met 3 - 1 in sets. 

## Vierde ronde
De vierde ronde werd gespeeld door Baljakin en de onttroonde wereldkampioen Aleksej Tsjizjov van 16 december t/m 11 januari 1996 in een match om 3 gewonnen sets van 3 partijen. De partijen werden op diverse locaties gespeeld, voornamelijk in Friesland. De derde set werd geopend met een partij in Delfzijl. In alle sets werden 3 remises gespeeld waarna Tsjizjov telkens de barrage met versneld tempo won. Tsjizjov won de match dus met 3 - 0 en daarmee het kandidatentoernooi en speelde op basis daarvan de match om de wereldtitel 1996 met Valneris.
Ales 1966 · 
Monaco 1970 · 
Tbilisi 1974 · 
Vlieland, Minsk, Franeker, Jakoetsk, Nijmegen en diverse locaties 1995/96 · 
Stadskanaal 1997 · 
Jakoetsk 2002